# Nick Driebergen
Nicolaas (Nick) Driebergen , né le 19 août 1987 à Rijnsburg est un nageur néerlandais en activité spécialiste des épreuves de dos. Actif au niveau international depuis 2006, il a participé aux Jeux olympiques en 2008 et 2012 et a remporté deux médailles aux Championnats d'Europe dont une en individuel en petit bassin en 2010.

## Palmarès

### Championnats d'Europe

#### Grand bassin
- Championnats d'Europe 2010 à Budapest (Hongrie) :
  -  Médaille de bronze du relais 4 × 100 m quatre nages.

- Championnats d'Europe 2007 à Debrecen (Hongrie) :
  -  Médaille de bronze du relais 4 × 50 m quatre nages.
- Championnats d'Europe 2010 à Eindhoven (Pays-Bas) :
  -  Médaille de bronze du 50 m dos.